# Hold Me (canción de Laura Branigan)
«Hold Me» es una canción de la cantante estadounidense Laura Branigan, que fue lanzada en 1985 como el segundo sencillo de su cuarto álbum de estudio Hold Me. Fue escrito por Bill Bodine y Beth Andersen, y producido por Jack White y Harold Faltermeyer.
Tras el éxito en el Top 40 del primer sencillo del álbum, "Spanish Eddie", "Hold Me" alcanzó el número 82 en la lista Billboard Hot 100 y el número 39 en la lista Billboard Dance/Club Play Songs de Estados Unidos. 

## Lista de canciones
sencillo 7" (Atlantic – 7-89496)
A "Hold Me" - 4:15
B "Tenderness" - 3:42
maxi 12" (Atlantic – 0-86845)
A1 "Hold Me (Vocal/New Extended Remix)" - 5:16
B1 "Tenderness" (Vocal/Extended Remix Version) - 5:50
B2 "Spanish Eddie" (Vocal/Extended Remix Version) - 5:31

## Posicionamieto en listas
| Lista (1985)                              | Máxima posición |
| ----------------------------------------- | --------------- |
| Estados Unidos (Billboard Hot 100)        | 82              |
| Estados Unidos (Hot Dance Club Songs)     | 39              |
| Estados Unidos (Cash Box Top 100 Singles) | 79              |

## Créditos y personal
- Laura Branigan – vocales

- Jack White - productor de "Hold Me", arreglista de "Tenderness"
- Harold Faltermeyer - productor de "Hold Me", arreglista de "Hold Me", arreglista de "Spanish Eddie"
- Mark Spiro - productor de "When the Heat Hits the Streets", productor asociado de "Tenderness", arreglista de "Tenderness"
- Ed Arkin - arreglista en "Tenderness"
- Jerry Hey - arreglos de vientos en "Tenderness"
- Beau Hill - remixes de "Hold Me"